# Herbert Kittelmann
Herbert Kittelmann (* 21. Oktober 1915; † 12. Januar 1982 in Naumburg) war ein deutscher Widerstandskämpfer gegen den Faschismus und Offizier der Volkspolizei, des Ministeriums für Staatssicherheit (MfS) und der NVA der DDR.

## Leben
Als Sohn eines Kesselschmieds besuchte er die Volksschule und wurde 1929 Mitglied des KJVD. Nach 1933 gehörte er als KPD-Mitglied zur Widerstandsgruppe um Otto Gotsche, die sich 1942 mit der von Robert Büchner geführten illegalen KPD-Organisation Antifaschistische Arbeitergruppe Mitteldeutschland in Eisleben zusammenschloss und wurde verhaftet.
Nach 1945 war er Sekretär der KPD-Kreisleitung Merseburg und wurde 1946 nach der Zwangsvereinigung von SPD und KPD Mitglied der SED. 1948 trat er in die Deutsche Volkspolizei ein, war dort zunächst in der Hauptverwaltung Ausbildung, dann in der Kasernierten Volkspolizei (KVP) tätig, zuletzt als Leiter der Politabteilung der KVP-Bereitschaft Potsdam im Rang eines Oberstleutnants. Mit Gründung der NVA wurde er 1956 Stellvertreter des Kommandeurs und Leiter der Politabteilung der 1. motorisierten Schützendivision (MSD) in Potsdam. 1958 wechselte er als leitender Offizier zum Ministerium für Staatssicherheit, wurde bis 1960 in Vertretung von Rudi Mittig amtierender Leiter der Bezirksverwaltung Potsdam und gleichzeitig Mitglied der SED-Bezirksleitung Potsdam. 1960 wurde er erneut Offizier der NVA und war kurzzeitig Leiter der Kadettenschule der NVA in Naumburg (Nachfolger von Generalmajor Paul Blechschmidt). Nach deren Auflösung war er ab 1. September 1960 Kommandeur der Nachfolgeeinrichtung in Naumburg, der Vorstudienfakultät der Militärakademie Friedrich Engels, die am 30. August 1965 geschlossen wurde.
Er lebte zuletzt als Oberst a. D. in Naumburg und starb im Alter von 66 Jahren.

## Auszeichnungen und Ehrungen
- 1971 Vaterländischer Verdienstorden in Bronze
- 1976 Vaterländischer Verdienstorden in Silber
- Am 1. März 1986 wurde das Bataillon Chemische Abwehr 1 der 1. MSD in Lehnitz nach Herbert Kittelmann benannt.